# Villabaruz de Campos
Villabaruz de Campos község Spanyolországban, Valladolid tartományban. Villabaruz de Campos Castil de Vela, Tamariz de Campos, Cuenca de Campos és Gatón de Campos községekkel határos. Lakosainak száma 32 fő (2024).

## Népesség
A település népessége az utóbbi években az alábbiak szerint változott:
| Lakosok száma | 46   | 46   | 43   | 40   | 42   | 33   | 35   | 29   | 27   | 32   |
|               | 2001 | 2004 | 2007 | 2009 | 2012 | 2014 | 2017 | 2019 | 2022 | 2024 |